# БА-27
БА-27 —  радянський середній бронеавтомобіль  1930-х років. Перший серійний бронеавтомобіль СРСР. Розроблений на базі шасі вітчизняного півторатонного вантажного автомобіля АМО-Ф-15 в 1927 році для заміни застарілого парку бронеавтомобілів РСЧА. Вироблявся серійно в 1928–1931 роках, всього побудовано 217 машин.

## БА-27

### Історія створення
На початку 1927 року постійному члену Артилерійського комітету (Арткома) Артилерійського управління РСЧА А. Рожкову було доручено спроектувати броньований автомобіль на шасі першого радянського півторатонного вантажного автомобіля АМО-Ф-15.
Установка бронекорпуса вимагала деяких змін у стандартному шасі. На вимогу Рожкова конструктори АМО під керівництвом інженерів Б. Строканова і Е. Важинського спроектували шасі АМО Ф15 СП (спеціальне): був збільшений кут нахилу рульової колонки, перероблені передні педалі управління, важелі перемикання передач і гальма, встановлений задній пост керування . Влітку 1927 року дослідний зразок шасі пройшов ходові випробування на околицях Москви.
Восени Рожков закінчив розробку креслень бронекорпуса, після чого проект був доопрацьований групою інженерів ДКБ Збройоб'єднання під керівництвом В. Заславського. Бронемашина отримала індекс Б-27.
Дослідний зразок бронекорпуса був виготовлений на  Іжорському заводі і на початку 1928 року доставлений на завод АМО в Москву для установки на шасі.
24-31 березня 1928 спеціально призначена комісія Артилерійського управління РСЧА провела випробування дослідного зразка. 31 березня дослідна машина зробила короткий випробувальний пробіг, після чого була доставлена на завод для огляду вузлів і агрегатів. Звіт випробувальної комісії був направлений начальникам Артилерійського управління та Управління постачання РККА. Більшість членів комісії дали Б-27 позитивну оцінку, одночасно запропонувавши наступні доробки:
- Помічника шофера і шофера заднього керма озброїти пістолетами-кулеметами.
- Поліпшити охолоджування кулеметів для збільшення тривалості безперервної стрільби.
- Удосконалити кульову кулеметну установку.
- Обладнати кулемет і гармату оптичними прицілами.

До червня 1928 року в конструкцію бронекорпуса були внесені деякі зміни:
- Ковпак вежі став відкриватися назад для зручнішого спостереження за місцевістю.
- Жалюзі в броньових аркушах захисту радіатора замінили знімними броньованими листами, які в похідному положенні кріпилися по бортах корпусу.
- Великий прожектор замінили внутрішнім меншого розміру, який закривався відкидним люком.
- Встановлені фари меншого діаметра без броньових кришок.
- Схема бронювання мотора змінена так, щоб дозволити його демонтаж без зняття корпусу.
- Бензопровід розділений на дві магістралі.
- Сидіння водія піднесено на 50 мм.

З 6 червня по 3 липня 1928 комісія за участю представників Артуправління, штабу РСЧА, Інспекції піхоти та бронесил, Інспекції кавалерії автоброньового дивізіону під головуванням начальника 5-го відділу АУ РСЧА Топілова (пізніше його змінив Рожков) провела всебічні випробування Б-27 під Москвою в районі Одинцово, неподалік Москви. Машина пройшла 627 км, з них 567 по шосе і 59,4 км путівцями. Комісія визнала результати випробувань вдалими і передала звіти начальнику Управління постачання РСЧА  Дибенко. Дибенко звернувся до начальника штабу РСЧА з клопотанням «увійти з поданням до РВС СРСР щодо прийняття на озброєння РСЧА бронеавтомобіля АМО зразка 1927 року з присвоєнням йому найменування БА-27 (бронеавтомобіль АМО зразка 1927 року) та наданні Артилерійському управлінню права вносити в конструкцію машини подальші удосконалення в залежності від результатів тривалих випробувань і досвіду служби бронеавтомобілів в частинах РСЧА».
24 жовтня 1927 року постановою РВС СРСР бронеавтомобіль був прийнятий на озброєння Червоної армії під позначенням БА-27. Виробництво доручили Іжорському заводу, шасі поставляв завод АМО. За іншими даними, 19 грудня 1928 року  наказом РВС СРСР № 413/84 була прийнята на озброєння РСЧА броньова машина «АМО »зразка 1927 року (БА-27).
19 грудня 1927 Артилерійське управління РСЧА уклало з Іжорським заводом договір за № 5666/95 на бронювання 54 машин БА-27 першої партії, а 6 січня 1928 року - з заводом АМО на поставку 54 спеціальних шасі для них. Згодом у договір включили і дослідний зразок, а 20 броньовиків виділили для озброєння частин ОГПУ. Замовлення було виконано в грудні 1928 року.
10 січня 1929 Артилерійське управління уклало з Іжорським заводом договір № 549/86 на виготовлення ще 74 БА-27, проте виконання замовлення затягнулося, оскільки і АМО, і Іжорський завод не мали необхідного устаткування, інструментів, матеріалів та достатньої кількості кваліфікованих робітників.
28 грудня 1929 всі права та обов'язки за договором № 549/86 було передано новоствореному Управлінню моторизації та механізації Робітничо-селянської Червоної армії (УММ РСЧА).
21 лютого 1930 УММ РСЧА уклало з Іжорським заводом договір № 9022170 на виробництво 105 БА-27 третьої партії з терміном закінчення замовлення до грудня. Незважаючи на те, що виробництво затягувалося, у вересні 1930 року з Іжорським заводом був укладений договір ще на 65 БА-27 з терміном остаточної здачі в грудні.
Навесні 1930 року один бронеавтомобіль з другої партії відправили на 2й автоскладальний з-д «КІМ» в Москві, який проводив збірку машинокомплектів ФОРД-АА що прибувли з Америки. Бронекорпус БА-27 був переставлений на кілька модернізованих шасі ФОРД-АА (зокрема-змінений кут нахилу рульової колонки). Випробування показали, що завдяки потужнішому двигуну швидкість і запас ходу бронеавтомобіля зросли. Ширша колія значно підвищила стійкість (допустимий бічний крен зріс до 15 градусів) — це вирішило проблему бічного перекидання вузького і високого, на штатному шасі АМО-Ф15СП, БА-27. Однак у зв'язку з уже розпочатим проектуванням нових типів середніх бронемашин на тривісному шасі «Форд-Тімкен» масову переустановку БА-27 на шасі «Форд-АА» визнали недоцільною.
Влітку 1931 року виробництво броньовиків було припинено. З 105 замовлених УММ РККА броньовиків третьої партії виготовили лише 86. До виробництва четвертої партії не приступали. Сумарний випуск БА-27 за 1928–1931 роки склав 215 бронеавтомобілів, включаючи дослідний зразок (розброньований в 1930 році).

### Конструкція
Корпус клепаний з 3-8-мм броньових листів на каркасі з куточків. Вежа у формі шестикутника — по типу башти танка МС-1, зверху прикрита грибоподібним ковпаком з оглядовими щілинами.
У бортах зроблені двоє дверей для посадки екіпажу. Для спостереження за дорогою з переднього поста управління в лобовому листі корпусу зроблені два люки з оглядовими щілинами і два невеликих лючка трохи нижче. Для водія кормового поста управління в кормовому листі зроблений лючок аналогічної конструкції. У бортах корпусу є оглядові щілини з броньовими засувками.
Спочатку озброєння складалося з 37-мм гармати Гочкиса (ПС-1) з плечовим упором і спарених перевернутих 2,5-лінійних автоматів системи Федорова, виготовлених на Ковровський кулеметному заводі (на серійних машинах замінені на кулемет  ДТ з плечовим упором). Кулемет встановлений в гніздовий пристрій системи Шпагіна роботи Ковровського кулеметного заводу.
Бронемашина оснащувалася стандартним карбюраторним двигуном АМО рідинного охолодження, потужністю 35 к.с. (26 кВт) з карбюратором «Зеніт-42». Запуск двигуна здійснювався за допомогою електростартера «Сцінтілла» потужністю 0,8 к.с. (0,6 кВт) або заводної рукоятки. У системі запалювання використовувалося магнето. Повітря для охолоджування двигуна надходило знизу через спеціальний піддон і жалюзі в передніх бронелистах. Акумулятор 3 СТП-80 ємністю 80  А·год встановлювався в спеціальному ящику під днищем з правого боку машини і закривався броньовою кришкою. Електрообладнання виконано за однопровідною схемою. Напруга бортової мережі 6 В. Пальне перекачується насосом з основного бензобака (80 л), відокремленого від основного відсіку броньованої стіною товщиною 4 мм, або самопливом із додаткового бачка (8 л). З основного бака в додатковий бензин перекачується за допомогою насоса подвійної дії.
Екіпаж: 4 людини (командир, він же стрілець, два шофери та один помічник).

### Бойове застосування
Влітку 1928 року БА-27 почали надходити в автоброньові дивізіони (по 12 машин) на заміну застарілих броньовиків «Фіат» і «Остін». У 1929 році почалося формування мотозагонів стрілецьких дивізій (по 12 машин). До весни 1930 року в РСЧА мало три таких загони.
У 1930 році в Наро-Фомінську була сформована механізована бригада. У складі легкого (розвідувального) полку бригади був дивізіон з дванадцяти БА-27. Дивізіон призначався для ведення розвідки і бойової охорони транспортних колон на марші. Навесні 1931 року механізовану бригаду реорганізували, за новим штатом в ній було 48 бронемашин БА-27 у складі розвідувального батальйону.
У 1932 році БА-27 почали надходити на озброєння механізованих з'єднань в різних військових округах.
У 1933–1935 роках частина БА-27 надійшла на озброєння бронеескадронов кавалерійських дивізій.
До кінця 1930-х років БА-27 перебували на озброєння частин ОГПУ/НКВС. Три бронедивізіони, укомплектовані машинами, брали участь в боях з басмачами в Хорезмському оазисі (1 вересня — 20 жовтня 1932 року) і під Кизил-Араватом (березень 1933 року).
У 1930 році шість БА-27 відправили на експорт в  Монголію. Вони перебували на озброєнні монгольської армії аж до кінця 1940-х років.

## БА-27ЖД
У середині 1930-х років автобронетанкового управління РСЧА ухвалило рішення пристосувати застарілі і зняті з озброєння бронемашини БА-27 для руху залізницею. У 1936 році дві машини були переобладнані в майстернях військового складу № 60 у Брянську. Машини оснастили залізничними бандажами і домкратом з поворотним пристроєм, за допомогою якого машина переводилася на рейки. Також в кормовій частині машин встановили буферний і причіпний пристрої, які дозволяли причіпляти машину до кінцевого вагона залізничного складу або з'єднувати дві машини між собою. Під час руху машини по рейках передні і задні  ресори блокувалися за допомогою спеціальних хомутів. Перероблений варіант машини отримав позначення БА-27ЖД.
Дослідні екземпляри броньовиків у 1937 році вдало пройшли випробування в 2-му полку бронепоїздів. Швидкість на рейках склала 50 км/год. Починаючи з 1938 року, передбачалося переобладнати в бронедрезини всі БА-27, але програму не вдалось виконати.

## БА-27М

### Історія створення

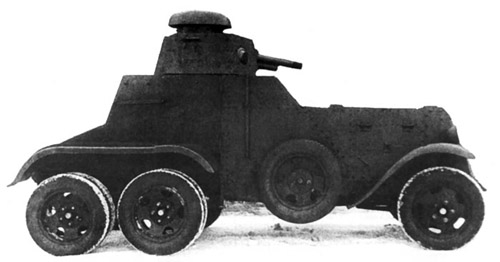
БА-27М

У липні 1937 року на броньовій ремонтній базі № 2 (станція Митьково, Ленінська залізниця) бронекорпус БА-27 встановили на тривісне шасі ГАЗ-ААА (колісна формула 6×4). Нова машина отримала позначення БА-27М.
В ході модернізації був демонтований задній пост керування, а в кормі розміщений додатковий бензобак, завдяки чому загальна ємність баків досягла 150 л. Товщина основних броньових листів доведена до 8 мм. Встановлені чотириступінчаста коробка передач з демультиплікатором; залежна підвіска, що складається з поперечно розташованих напівеліптичних листових ресори з реактивними штангами на передній осі і поздовжньо розташованих напівеліптичних листових ресор з реактивними штангами на другій і третій осях; механічні гальма передніх коліс і гідравлічні гальма коліс заднього візка. Запасні колеса встановлювалися вздовж бортів корпусу та оберталися на спеціальних втулках — вони використовувалися під час подолання бронеавтомобілем горбів, ескарпів та інших перешкод, запобігаючи небезпеці пошкодження нижньої частини рами шасі. Для збільшення прохідності на колеса заднього візка надягали  гусениці типу «Оверолл».
БА-27М перевершував основну модель машини за прохідністю і маневреністю (долав підйоми крутизною до 23° проти 15° у БА-27). Маса зросла до 4,5 т, швидкість руху по шосе — до 48 км/год. Збільшення ємності паливних баків підвищило запас ходу по шосе до 415 км.

### Бойове застосування
За результатами випробувань АБТУ РСЧА ухвалило рішення щодо модернізації всього наявного парку БА-27 для використання в складі розвідувальних батальйонів стрілецьких дивізій (по 8 машин), що відчували великий нестачу бронетехніки. Роботи проводилися на броньовий ремонтній базі № 2, якій було виділено додаткову кількість шасі ГАЗ-ААА. Повністю переробка БА-27 в БА-27М була завершена до кінця 1938 року.
У вересні 1937 року перші 24 машини надійшли до розвідбатів 3-ї, 30-ї та 41-ї стрілецьких дивізій. У жовтні 16 бронемашин надійшли в 75-у і 80-у сд, 7 — в 23-у, 2 — в 25-у. У листопаді по 7 машин отримали 14, 49 і 84 сд та ще 4 машини надійшли в 25-у сд.
Влітку 1939 року два БА-27М зі складу розвідбату 82-ї сд брали участь в  боях біля річки Халхин-Гол, але, як зазначалося в документах, ці бронемашини «були навчальними, кулемети на машинах були зношені, а до гармат Гочкіса не було снарядів».
Восени 1939 року три БА-27М в складі 177-го орб 122-ї сд 9-ї армії брали участь у радянсько-фінській війні. Вони використовувалися для розвідки, бойової охорони і зв'язку, але після відступу дивізії на схід були кинуті через відсутність пального. Одну бронемашину фіни відновили і використовували як навчальну до кінця 1942 року.
Влітку 1940 року на засіданні АБТУ РККА було ухвалено рішення про зняття з озброєння застарілої бронетехніки, у тому числі і БА-27. Механізми передбачалося використовувати як запасні частини, а корпуси здати на металобрухт.
Кілька машин БА-27М залишалися на озброєнні розвідбатів стрілецьких дивізій замість належних по штату БА-6 і БА-10. Велика частина машин, що знаходилася в прикордонних частинах, була втрачена в перші тижні війни. До кінця літа 1941 року машини, що залишилися, були виведені зі складу розвідбатів стрілецьких дивізій і передані в навчальні частини або Тсоавіахім. Однак через величезні втрати в техніці восени 1941 року БА-27 використовувалися навіть у складі танкових підрозділів.
Зберігся опис одного з боїв за участю БА-27 і Т-27.

Ветеран сто п'ятьдесят третьої стрілецької дивізії, яка у вересні 1941 року стала гвардійською, Трохим Степанович Шапко розповідає: "Бойове розгортання нашої дивізії почалося ще в травні 1941 року в Камишловскій літніх таборах. А в кінці місяця вся 22-я армія під керівництвом колишнього командувача УралВО Ф. А. Єршакова рушила на захід. 

Я був у той час начальником хімслужби 208-го саперного батальйону, але в перші місяці війни довелося побувати і в ролі танкіста. Кожна стрілецька дивізія за штатом мала розвідувальний батальйон у складі 16 танків і 13 бронемашин. Бронемашини марки «БА-27», один танк, але, як не дивно, новий важкий КВ, а решта — танкетки Т-27, з одним кулеметом ДТ. Як бронемашини, так і танкетки були зношені до межі, так як служили вже по 10-12 років. Це й зрозуміло: Уральський військовий округ вважався внутрішнім, тому техніка була стара, навчальна. У переддень війни підгребли всю техніку, а в нашій дивізії не всі бійці мали навіть особисту зброю. Вважалося, що ми йдемо на маневри. 

21 червня дивізія прибула до Вітебська, а на наступний день почалася війна. Екіпажі стареньких танкеток Т-27 приготувалися до бою. Командир розвідбату майор Насиров наказав перевірити обстановку на Мінському шосе. І танкетки, які починали свій бойовий шлях в далекому 1927 році в Середній Азії, пішли у свій останній бій ". 

Завдання командування було виконано. Обстановка на захід від Мінська була з'ясована, а командир розвідроти Т-27 лейтенант Трохим Шапко особисто збив німецький літак-розвідник. Йшов всього другий день війни … 

У 18-й танковій бригаді 5-ї армії, що прикривала московський напрямок, до 10 жовтня 1941 року було два таких броньовика. 21 листопада один БА-27М разом з ремонтним взводом бригади прикривав дорогу Тархова — Петровське. У бою з німецькими танками броньовик «був підбитий і згорів разом з екіпажем».
Станом на 30 березня 1942 року в танкових частинах 5-ї армії Західного фронту було 3 БА-27, але всі вони потребували капітального ремонту.
До наших днів зберігся один примірник БА-27М у військово-історичному музеї бронетанкового озброєння і техніки в селищі Кубинка Московської області.

## БА-27 в мистецтві
У фільмі « Чапаєв» БА-27 зображує броньовик періоду Громадянської війни.